# Melissa axillaris
Melissa axillaris — вид квіткових рослин із родини глухокропивових.

## Морфологічна характеристика
Стебла ± прямовисні, гіллясті, 60–100 см, запушені. Ніжка листка 2–25 мм. Листова пластинка яйцювата, 12–60 × 9–30 мм, трав'яниста, пурпурувата вздовж середньої жилки, від рідко запушеної до майже голої, основа ± сурцеподібна чи клиноподібна, край пилчасто-городчастий, верхівка гостра чи від коротко загостреної до округлої. Плодоніжка ≈ 2 мм. Чашечка 6–8 мм, зовні ворсинчаста, всередині гола, зубці верхньої губи гострі; нижня губа майже такої ж довжини, як верхня, зуби ланцетні. Віночок білий або червонуватий, ≈ 1 см, запушений, верхня губа вирізана, нижня губа розпростерта. Горішки адаксіально ребристі. Період цвітіння й плодоношення: червень — листопад.

## Середовище проживання
Зростає на південному сході Азії: Ассам, Камбоджа, Китай, Ява, Лаос, М'янма, Непал, Суматра, Тайвань, Таїланд, Тибет, В'єтнам
Населяє пагорби й долини; на висотах від 600 до 2800 метрів.

## Використання
Використовується в медицині при дизентерії та укусах змій; також використовується як есенція в олії для волосся.